# Hospital Interzonal General de Agudos "General José de San Martín"
El Hospital Interzonal General de Agudos (HIGA) “General San Martín” es un hospital público de la Ciudad de La Plata, Buenos Aires (Argentina). Tiene la clasificación de tercer nivel de complejidad, nivel IX hospital escuela o nivel D, que es el de mayor complejidad, para pacientes de alto riesgo. El hospital ocupa cuatro manzanas, de 1 a 116 y de 69 a 71, teniendo su entrada principal en el cruce de 1 y 70. Su área de influencia comprende los municipios incluidos en la Región Sanitaria XI, aunque es, actualmente, un centro de referencia para toda la provincia

## Historia
En 1884, dos años después de su fundación, en la Ciudad de La Plata  se creó la "Casa de la sanidad", que ocupaba las calles de 1 a 115 y de 69 a 71, con 4 salas y 100 camas de internación. Tres años más tarde se hizo cargo de su financiamiento la señora Leonor Paunero de Lanusse y pasó a llamarse “Casa de la Misericordia”. Su primer Director fue el Dr. Arce Peñalba
En 1910 se inauguró el Pabellón de Maternidad y se creó la Escuela de Parteras bajo la dirección del Dr. Felix C. Crispo, primera sala de maternidad provincial. Para 1916, ya contaba con cinco pabellones: “Cirugía y Presos”, “Sífilis y Urinarias”, “Clínica Médica”. “Clínica de Mujeres y Ginecología” y “Venéreas”; cada uno con capacidad para 32 enfermos
El entonces “Hospital Misericordia” pasó, en 1921, a ocupar el edificio construido para el Policlínico Centenario, del que tomó la denominación con la que aún se lo conoce. Su nombre fue modificado nuevamente para el centenario del fallecimiento del General José de San Martín, y pasó a llamarse “Instituto General San Martín”
Con el paso del tiempo, el hospital incorporó múltiples pabellones: Pabellón “Cieza Rodríguez” (1919), Pabellón “Finocchietto” (1938), Pabellón Central (1952), Pabellón “D’Amelio” (1968), Pabellón de Quemados y Cirugía Plástica y Pabellón de Rehabilitación y Nefrología (1978) y Pabellón de alta complejidad “Alberto Oscar Bossio” (2007). Además, se crea la capilla (1967), la Unidad de Trasplante Renal del Centro Regional de Ablación e Implante del CUCAIBA (1996), el primer Banco de Leche Materna Pasteurizada del país (2007) y el primer Hospital Universitario de la Universidad Nacional de La Plata (2012) que consta de un pabellón para estudiantes

## Equipo directivo (2022)
- Directora ejecutiva: Graciela Ramos Romero.
- Directoras asociadas: Ana Laura González, Marcela Laiun, Silvia Chávez y Marcela Carri Saravi.
- Director asociado: Federico Cachile.
- Directora adscripta: Laura Hernández.
- Director adscripto: Martín Recalde.[6]